# Raipur
Raipur glavni je grad indijske države Chhattisgarh. Raipur je ujedno i administrativno sjedište okruga Raipur te najveći grad države. Bio je dio indijske države Madhya Pradesh prije nego što je država Chhattisgarh osnovana 1. studenog 2000. Ima eksponencijalni industrijski rast i postao je glavno poslovno središte u središnjoj Indiji. Zauzeo je 7. mjesto po indeksu lakoće življenja u Indiji 2019.
Najraniji arheološki dokazi sa starih nalazišta i ruševina utvrde ukazuju na postojanje Raipura od 9. stoljeća. Međutim, postoji dovoljno pisanih dokaza koji definiraju povijest Raipura od vremena Maurijskoga Carstva. Okrug Raipur nekoć je bio dio Južnog Kosala i smatralo se da je pod Maurijskim Carstvom. Raipur je kasnije bio glavni grad kraljeva Haihaya, već duže vrijeme kontrolirajući tradicionalne utvrde Chhattisgarh. Kraljevi Satawahane vladali su ovim dijelom do 2. – 3. stoljeća. Samudragupta je ovu regiju osvojio u 4. stoljeću, ali regija je došla pod vlast kraljeva Sarabhpurija, a zatim kraljeva Nala u 5. i 6. stoljeću. Kasnije su kraljevi Somavanshi preuzeli kontrolu nad ovom regijom i vladali sa Sirpurom kao glavnim gradom. Kraljevi Kalchuri iz Tummana dugo su vladali ovim dijelom čineći Ratanpur glavnim gradom. Vjeruje se da je kralj Ramachandra iz ove dinastije osnovao grad Raipur i nakon toga ga učinio prijestolnicom svog kraljevstva.
Druga priča o Raipuru je, da je sin kralja Ramachandre Brahmdeo Rai osnovao Raipur. Njegov glavni grad bila je Khalwatika (danas Khallari). Novoizgrađeni grad nazvan je po Brahmdeu Raiju kao ‘Raipur’. U njegovo vrijeme 1402. hram Hatkeshwar Mahadeva izgrađen je na obali rijeke Kharun koji je i dalje jedna od najstarijih znamenitosti u Raipuru. Nakon smrti kralja Amarsingh Dea, ova je regija postala domena kraljeva Bhonsle iz Nagpura. Smrću Raghujija III., britanska je vlada teritorij preuzela od Bhonslea, a Chhattisgarh je proglašen odvojenom komisijom sa sjedištem u Raipuru 1854. godine. Nakon neovisnosti, okrug Raipur uključen je u Središnje provincije i Berar. Okrug Raipur postao je dijelom Madhya Pradesha 1. studenoga 1956., a potom je postao dijelom Chhattisgarha 1. studenoga 2000., a Raipur je postao glavni grad nove države. 